# Municipio de Reems Creek
El municipio de Reems Creek (en inglés: Reems Creek Township) es un municipio ubicado en el  condado de Buncombe en el estado estadounidense de Carolina del Norte. En el año 2010 tenía una población de 12.263 habitantes.

## Geografía
El municipio de Reems Creek se encuentra ubicado en las coordenadas 35°41′48.4″N 82°32′59.47″O / 35.696778, -82.5498528.